# 許叔微
許叔微（1079年—1154年），字知可，宋代真州（今江蘇仪征市）人，南宋中醫學家。

## 生平
他自幼家貧，因父母雙亡，又屢試不第，北宋元祐五年（1090年）棄儒從醫。南宋建炎元年(1127年)，真州大疫，他因為治癒許多病患而聲名大著。
紹興三年（1133年）考中進士。後官至翰林院學士，因此他又被人稱為許學士。

## 影響及學說
他是宋代研究《傷寒論》的大家，曾經將《傷寒論》中的方劑編成歌訣。他很重視脾腎之間的關係，認為腎是一身根本，提出「補脾常須暖腎」的說法。

## 著作
晚歲取平生已試之方，並其事實，以為《類證普濟本事方》十卷，取本事詩詞之例以名之。又擬《傷寒歌》三卷，凡百篇，皆本仲景法。又有《治法》八十一篇及《仲景脈法》三十六圖，《翼傷寒論》二卷，《辨類》五卷。

## 相关
- 三橿老屋